# أليساندرو بيانكي
أليساندرو بيانكي (بالإيطالية: Alessandro Bianchi) (و. 1945 – م) هو سياسي، وأستاذ جامعي، من إيطاليا، ولد في روما، هو عضوٌ في الحزب الديمقراطي.

## التعليم
تعلم في جامعة روما سابينزا.